# 巨星 (電視劇)
《巨星》是香港麗的電視製作的時裝電視劇，全劇共65集，鄒世孝監製，林嘉華、李影、萬梓良、葛劍青、陳有后、梁珊、董驃、朱鐵和等主演。首播於1978年8月緊接《鱷魚淚》後播出。
故事以傳奇影星李小龍為創作藍本，講述由林嘉華飾演的主角凌四海的愛情秘史和艱辛奮鬥經歷，更反映了當時電影圈的種種黑幕。監製鄒世孝在完成本劇後重返無綫電視。
同名主題曲由本劇策劃兼編導之一的司徒立光填詞，此曲是首屆十大中文金曲的候選歌曲之一。

## 演員表
- 林嘉華 飾 凌四海
- 李影 飾 阮玉玲
- 萬梓良 飾 凌十州
- 張瑛 飾 丁桂平
- 葛劍青 飾 苗丁丁
- 柳影虹 飾 何靜儂
- 禤素霞 飾 黃安妮
- 黃曼梨 飾 凌為玉
- 韓義生 飾 肥德
- 良鳴 飾 七歲紅
- 董驃 飾 苗國柱
- 譚榮傑  飾 佘明
- 朱鐵和  飾 管定龍
- 李壽祺 飾 凌世威
- 小麒麟 飾 乃他儂
- 陳有后 飾 何伯元
- 伍永森 飾 唐保山
- 潘志文 飾 馬天祥
- 梁珊 飾 錦姨
- 王偉 飾 江河海
- 陸柱石 飾 蘇少華
- 陳彼得 飾 阮大志
- 黃宗保 飾 阮父
- 李月清 飾 阮母
- 蔡昌 飾 關尚仁
- 譚一清 飾 常毅
- 金山 飾 毛樹輝
- 艾雯 飾 何太
- 鄭文霞 飾  黃母
- 鍾偉強 飾 何靜勳
- 鍾叮噹 飾 方琪
- 梁舜燕 飾 楊憶萍
- 黎少芳 飾 苗母
- 李茱迪 飾 馬天娜
- 陳狄克 飾 白錦堂
- 司馬華龍 飾 蘇五爺
- 邵音音 飾 李玉姬

## 評價
林嘉華與萬梓良在劇中均有出色的表現。再加上武打場面迫真、劇情峯迴路轉、演員傾力合作，全部均是造成此劇紅遍東南亞的主要因素。